# Inanition
Unter Inanition oder Abmagerung versteht man eine Reduktion des Körpergewichts auf unter 80 % des Normalgewichts. Ursachen können u. a. sein:
- Unterernährung, Mangelernährung, Fehlernährung, Marasmus
- Störungen der Nahrungsaufnahme
- Störungen der Nahrungsresorption und/oder -verwertung
- erhöhter Nährstoffbedarf bei schweren Krankheiten
- langzeitiges Fasten
- psychische Störungen (z. B. Anorexia nervosa)
- eine Urämie[1]

Bei der Inanition werden nur das Fettgewebe der Speicherfettdepots und die Skelettmuskulatur abgebaut (katabole Stoffwechsellage), das Baufett bleibt aber noch erhalten. Die Veränderungen sind noch reversibel. Ohne Beseitigung der Ursachen führt eine Inanition aber bald zu irreversiblen Veränderungen (Kachexie).